# 12896 Geoffroy
12896 Geoffroy este o planetă minoră (asteroid), cu un diametru de 14,074 km, din centura de asteroizi. A fost descoperită pe 26 august 1998 la Observatorul European Austral de Eric Walter Elst și a fost numită după Étienne Geoffroy Saint-Hilaire. 
Obiectul prezintă o orbită caracterizată de o semiaxă mare de 3,9576645 UAi, o excentricitate de 0,29, o înclinație de 6,3456 ° în raport cu ecliptica.